# Estação Aeronaval de Armas de China Lake

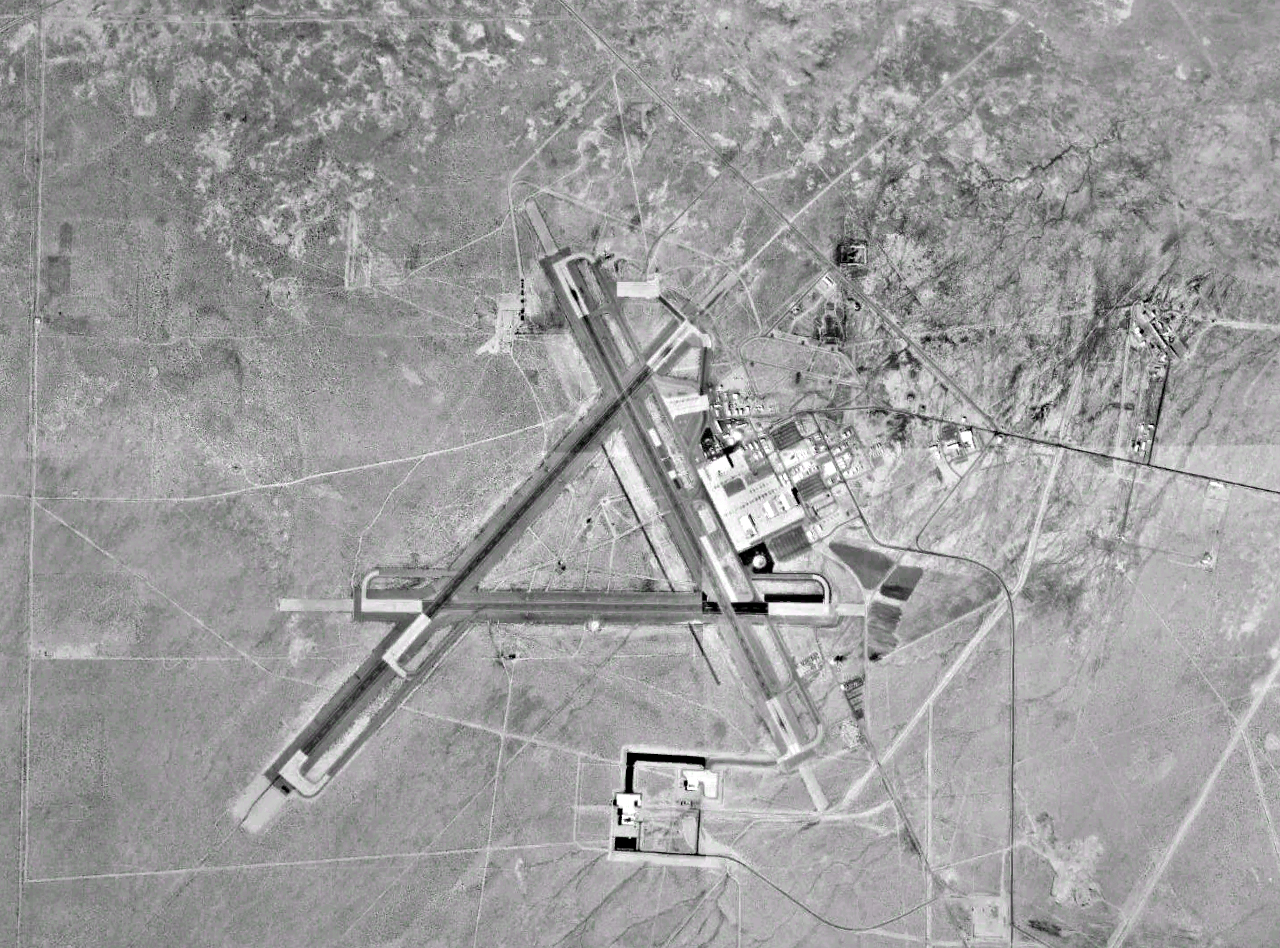
Pistas do China Lake

Estação Aeronaval de Armas de China Lake é uma área de testes de mísseis da Marinha dos Estados Unidos, localizada no oeste do Deserto do Mojave na Califórnia, aproximadamente a 150 km ao norte de Los Angeles. Ocupando três condados:Kern, San Bernardino e Inyo; a cidades mais próximas da instalação são Ridgecrest, Inyokern, Trona e Darwin. O portão principal da instalação está localizado na interseção da Highway 178 e China Lake Blvd. na cidade de Ridgecrest.
China Lake é a maior unidade de testes da Marinha dos EUA, representando 85% da área da Marinha para pesquisa de armamento, desenvolvimento, aquisição, teste e avaliação e 38% da área em posse da Marinha globalmente. No total sua área de mais de 4,5 mil km quadrados, maior que o estado de Rhode Island.

## Armas desenvolvidas em China Lake

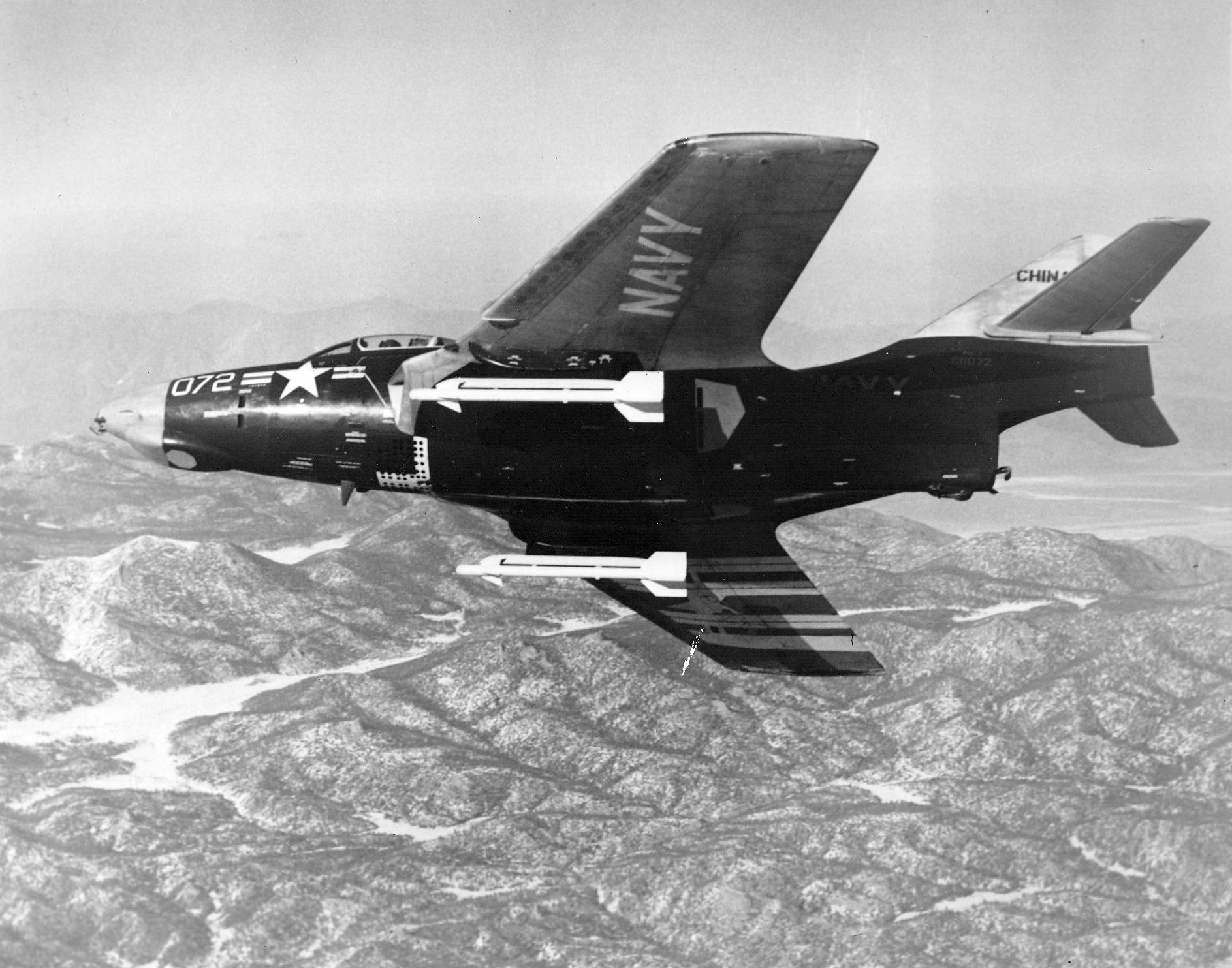
Um F9F-8 Cougar da Marinha dos EUA armado com AIM-9B Sidewinders, foto tirada em novembro de 1956.

- AAM-N-5 Meteor
- AIM-9 Sidewinder
- AGM-62 Walleye
- AGM-45 Shrike
- BOAR (foguete)
- China Lake Grenade Launcher
- Gimlet (foguete)
- Holy Moses (foguete)
- Hopi (missile)
- LTV-N-4
- Ram (foguete)
- RUR-4 Weapon Alpha
- Terasca
- Tiny Tim (foguete)
- Míssil Tomahawk
- SLAM-ER
- CL-20